# روز ملی عمان

روز ملی عمان (انگلیسی: National Day of Oman) (به عربی: اليوم الوطني العماني) یک روز تعطیل رسمی و مهم در کشور عمان است. جشن‌های تعطیلات کنونی در سالروز تولد قابوس بن سعید انجام می‌گیرد که از سال ۱۹۷۰ تا ۲۰۲۰ بر این کشور حکمرانی کرد.

## پیشینه
پرتغالی‌ها، اولین بار در اوایل دههٔ ۱۵۰۰ وارد کشور شدند و از پایتخت کنونی مسقط به عنوان بندر پشتیبان دفاعی برای برای محافظت از مسیرهای تجاری خود به هند استفاده کردند.